# Jessica Roberts
Jessica Anne Roberts (Carmarthen, 11 de abril de 1999) es una deportista británica que compite en ciclismo en las modalidades de pista y ruta.
Participó en los Juegos Olímpicos de París 2024, obteniendo una medalla de bronce en la prueba de persecución por equipos (junto con Elinor Barker, Josie Knight y Anna Morris).
Ganó tres medallas en el Campeonato Mundial de Ciclismo en Pista, en los años 2022 y 2024, y tres medallas de plata en el Campeonato Europeo de Ciclismo en Pista, en los años 2022 y 2024.
En los Juegos Europeos de Minsk 2019 obtuvo dos medallas, oro en madison y plata en persecución por equipos.

## Medallero internacional
| Juegos Olímpicos   | Juegos Olímpicos         | Juegos Olímpicos  | Juegos Olímpicos        |
| Año                | Lugar                    | Medalla           | Competición             |
| ------------------ | ------------------------ | ----------------- | ----------------------- |
| 2024               | París (Francia)          | Medalla de bronce | Persecución por equipos |
| Campeonato Mundial |                          |                   |                         |
| Año                | Lugar                    | Medalla           | Competición             |
| 2022               | Saint-Quentin (Francia)  | Medalla de bronce | Scratch                 |
| 2024               | Ballerup (Dinamarca)     | Medalla de oro    | Persecución por equipos |
| 2024               | Ballerup (Dinamarca)     | Medalla de plata  | Ómnium                  |
| Juegos Europeos    |                          |                   |                         |
| Año                | Lugar                    | Medalla           | Competición             |
| 2019               | Minsk (Bielorrusia)      | Medalla de oro    | Madison                 |
| 2019               | Minsk (Bielorrusia)      | Medalla de plata  | Persecución por equipos |
| Campeonato Europeo |                          |                   |                         |
| Año                | Lugar                    | Medalla           | Competición             |
| 2022               | Múnich (Alemania)        | Medalla de plata  | Scratch                 |
| 2024               | Apeldoorn (Países Bajos) | Medalla de plata  | Persecución por equipos |
| 2024               | Apeldoorn (Países Bajos) | Medalla de bronce | Eliminación             |

1. ↑  Compitió en la ronda de clasificación.

## Palmarés
2018
- Campeonato del Reino Unido en Ruta

2019
- 2 etapas del Tour de Bretaña